# اروسپیس کورپوریشن
اروسپیس کورپوریشن (انگلیسی: The Aerospace Corporation) شرکت هوافضای آمریکایی است، که در سال ۱۹۶۰ تأسیس شد.
شرکت اروسپیس کورپوریشن یک شرکت غیرانتفاعی آمریکایی و یک مرکز تحقیق و توسعه است که با بودجه فدرال را اداره می‌شود. این شرکت راهنمایی و مشاوره فنی در مورد تمام جنبه‌های ماموریت‌های فضایی به مشتریان نظامی، غیرنظامی و تجاری ارائه می‌دهد. اروسپیس کورپوریشن با سازمان‌هایی مانند نیروی فضایی ایالات متحده و دفتر ملی شناسایی همکاری نزدیکی دارد تا "تحلیل‌ها و ارزیابی‌های فنی عینی برای برنامه‌های فضایی که در خدمت منافع ملی هستند" ارائه دهد. اگرچه نیروی فضایی و دفتر ملی شناسایی مشتریان اصلی این شرکت هستند، ولی اروسپیس کورپوریشن برای آژانس‌های غیرنظامی مانند ناسا و سازمان‌ها و دولت‌های بین‌المللی در راستای منافع ملی کار می‌کند. اروسپیس کورپوریشن، به عنوان بخشی از اساسنامه خود، به نهادهای تجاری، چه شرکت‌های تأسیس‌شده و چه استارت‌آپ‌ها، در داخل و خارج از کشور نیز تخصص ارائه می‌دهد.